# Zenna Henderson
Zenna Chlarson Henderson (Tucson, 1º novembre 1917 – Tucson, 11 maggio 1983) è stata una scrittrice di fantascienza statunitense.

## Biografia
Nata nel 1917 a Tucson, Arizona, da Louis Rudolph Chlarson ed Emily Vernell Rowley, si laureò in pedagogia nel 1940 e intraprese l'attività di insegnante nella zona di nascita, oltre che in Francia e presso i campi di internamento per Giapponesi nel territorio americano durante la seconda guerra mondiale.
Sposò Richard Harry Henderson nel 1943, divorziando nel 1950.
Morì di cancro nel 1983, venendo seppellita a St. David, Arizona.
Di particolare rilievo fra le sue opere è la serie incentrata sulla Gente delle Stelle, degli umanoidi in fuga dal proprio pianeta a seguito del collasso del proprio sole, giunti sulla terra a fine del XIX secolo. Dotati di particolari poteri di telepatia, telecinesi, levitazione e materializzazione, cercano di nascondersi, ma anche di integrarsi senza traumi all'interno della razza umana. La narrazione è incentrata su flashback del loro pianeta lontano, sull'arrivo sulla terra, sull'incidente all'astronave che disperse i sopravvissuti sul pianeta e su come questi si ambientarono sul pianeta terra, alla ricerca continua gli uni degli altri.

## Opere
- Ingathering: The Complete People Stories of Zenna Henderson, NESFA Press, 1995, ISBN 0-915368-58-7.[1]
- Il libro del popolo (Pilgrimage: The Book of the People, 1961), Futuro. Biblioteca di Fantascienza n° 8, Fanucci Editore, giugno 1974; Classici Urania n° 198, Mondadori, settembre 1993.
- The Anything Box, 1965
- The People: No Different Flesh, 1967
- Holding Wonder, 1972
- Gente delle stelle (The People Collection, 1991), traduzione di Giuliano Acunzoli, copertina Luis Royo, Classici Urania n° 199, Mondadori, ottobre 1993.

### Racconti
Altri racconti non riconducibili al Libro del Popolo o a Gente delle Stelle sono stati pubblicati negli anni sessanta-ottanta.
- Sapete che cosa, maestra? (You Know What, Teacher?, 1954) ne I Gialli di Ellery Queen n° 61, Garzanti, 1955
- Qualcosa di luminoso (Something Bright, 1960) in Galaxy Anno III n° 9-10, Casa Editrice La Tribuna, 1960
- La Bimba (And a Little Child,1959) in Fantasia e Fantascienza n° 1, Editrice Minerva, 1962
- Sottocomitato (Subcommitte, 1962) in Fantasia e Fantascienza n° 4, Editrice Minerva, 1963
- Dai, cammina! (Come On, Wagon, 1951) in Superjunior n° 10, Arnoldo Mondadori Editore, 1989
- Stevie e il Buio (Stevie and the Dark, 1952) in Superjunior n° 23, Arnoldo Mondadori Editore, 1991